# Рюти-бай-Риггисберг
Рюти-бай-Риггисберг (нем. Rüti bei Riggisberg) — бывшая коммуна в Швейцарии, в кантоне Берн. С 1 января 2009 года вошла в состав коммуны Риггисберг.
Входила в состав округа Зефтиген. Население составляет 415 человек (на 31 декабря 2006 года). Официальный код — 0882.